# Самбо, Намади
Мохаммед Намади Самбо (англ. Mohammed Namadi Sambo; род. 2 августа 1954, Зариа) — нигерийский политик и 4-й вице-президент Нигерии. Он был назначен вице-президентом 13 мая 2010 года и вступил в должность через пять дней, а затем дал присягу 19 мая 2010 года. Архитектор по образованию, Самбо является выпускником Университета Ахмаду Белло, Зариа.

## До прихода в политику
Мохаммед Намади Самбо родился 2 августа 1954 года в Зариа, штат Кадуна, Нигерия. В 1959 году его отдали в баптистскую начальную школу в городе Какури, Кадуна, затем его перевели в начальную школу Коби, штат Баучи, позже он перешёл в городскую школу № 1 в Зариа. В период с 1967 по 1971 год он учился в государственной средней школе, теперь это колледж Алхуда-Худа в Зариа. Он учился в Школе фундаментальных исследований в Университете Ахмаду Белло в 1972 году, после чего в 1973 году он получил пропуск в знаменитый Отдел архитектуры Университета Ахмаду Белло и закончил его в 1976 году с отличием в области архитектуры, получив степень бакалавра, и в 1978 году получил степень магистра. Служил в Министерстве государственных работ и в Национальной службе жилищного строительства для молодёжи до августа 1979 года.
В 1988 году он был назначен комиссаром в делах транспорта и жилищного строительства штата Кадуна. В 1990 году Намади Самбо покинул правительственную службу в штате Кадуна и вернулся к частной деятельности.

## Губернатор штата Кадуна
В мае 2007 года Мохаммед Намади Самбо вступил в должность губернатора штата Кадуна, Нигерия. Его срок закончился 18 мая 2010 года. Он обещал своим избирателям, что будут рассмотрены все вопросы развития и социальные нужды штата Кадуна, привлечены средства для расширения прав и возможностей женщин и молодёжи, будут созданы новые рабочие места, будет решён вопрос стратегической безопасности, а также восстановлена экономика штата. Самбо был большим приверженцем своего дела, благосостояния и интересов народа штата Кадуна. Он пытался приложить все усилия, чтобы его пребывание у власти принесло пользу и процветание для народа. После успешного пребывания на посту губернатора он был выбран заместителем президента Нигерии.

## Вице-президент
После смерти президента Умару Яр-Адуа новым главой государства стал Гудлак Джонатан. Джонатан номинировал Самбо на пост вице-президента Федеративной Республики Нигерия, вступление в должность состоялось в здании Национального собрания в пятницу, 15 мая 2010 года. 18 мая 2010 года Национальная Ассамблея утвердила назначение президентом Гудлака Джонатана, а также назначение бывшего губернатора штата Кадуна, Намади Самбо, на должность вице-президента.
19 мая 2010 года Намади Самбо официально дал присягу в качестве вице-президента Федеративной Республики Нигерии.